# Radara aquilalis
Radara aquilalis är en fjärilsart som beskrevs av William Schaus 1916. Radara aquilalis ingår i släktet Radara och familjen nattflyn. Inga underarter finns listade.